# 运动型摩托车

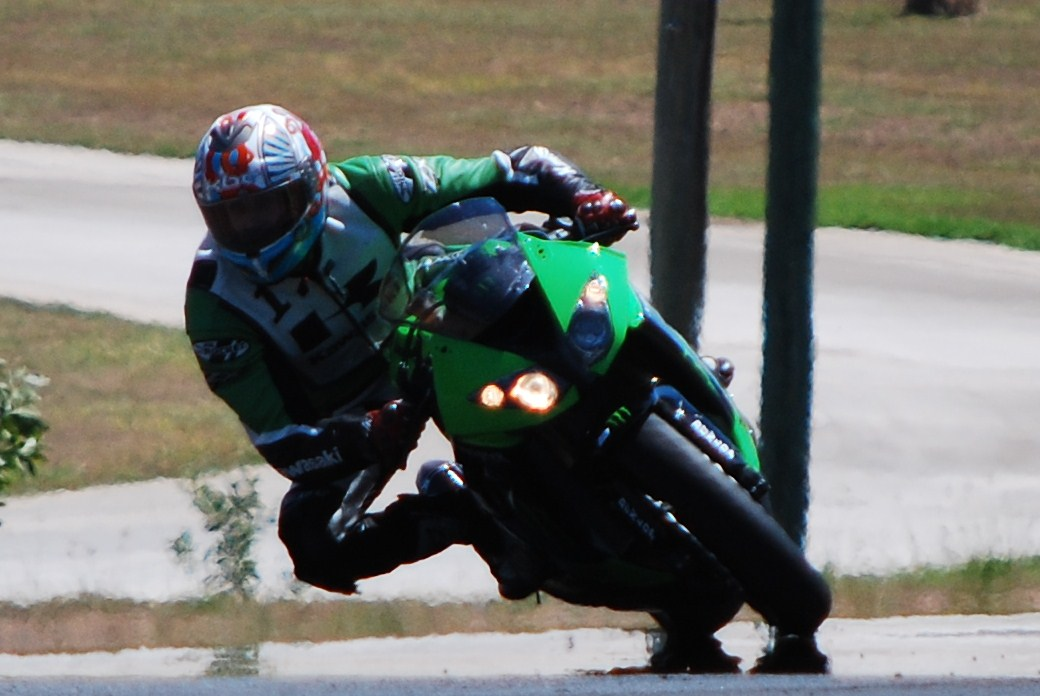

运动型摩托车，简称运动摩托车和运动摩托（英語：Sportbike，俗称仿赛、跑车、街车）是指在最大速度、加速度、制动和转弯等特性上胜出其他摩托车一筹的摩托车。
但同样，为了追求速度，运动型摩托车大多都会牺牲其舒适性。